# Kablewa
Kablewa, o anche Kabelewa, è un comune rurale del Niger facente parte del dipartimento di N'guigmi nella regione di Diffa.